# Los Angeles Croatia
O Los Angeles Croatia foi um time de futebol com sede em Los Angeles.

## História
O clube foi vice-campeão da National Challenge Cup em 1970.

## Conquistas
- National Challenge Cup
  - Finalista (1) : 1970